# Парень и его собака
«Парень и его пёс» (англ. A Boy and His Dog) — постапокалиптический фильм 1974 года режиссёра Л. К. Джонса, основанный на одноимённой повести Харлана Эллисона. Сам Эллисон крайне критически отзывался о фильме, например, называл его «вонючим».

## Сюжет
2024 год. После опустошительной Четвёртой мировой войны, длившейся всего пять дней, остатки населения США влачат жалкое существование в опустевших городах. Каждый предоставлен сам себе, выживание сводится к поиску пищи и стычками с остальными людьми за еду.
Главный герой, Вик, работает в паре со своим псом Бладом, с которым имеет телепатическую связь. Это сотрудничество взаимовыгодно — пёс предупреждает об опасности и находит женщин для Вика, а Вик добывает еду (Блад не способен самостоятельно охотиться). Пёс является детищем военных генетических опытов и способен телепатически обнаруживать живых существ в округе, но общаться может только с Виком. Однако в крепкой дружбе происходит раскол — Вик выслеживает и влюбляется в Куиллу Джин, жительницу одного из подземных городов — Топики, образ жизни которого замер на уровне 50-х годов XX века. Умело влюбив в себя Вика, Куилла скрывается и исчезает в подземном городе. Вик, несмотря на протесты и убеждения Блада, устремляется за ней. Блад, не желая идти на верную смерть, остается у входа в бункер, пообещав при этом подождать Вика.
Отправившись в Топику, Вик понимает, что он попал в западню — его заманили в город лишь для того, чтобы пополнить генофонд Топики. После искусственного оплодотворения его семенем 35 невест его предполагалось утилизировать. Амбициозная Куилла, желавшая вместе с другими заговорщиками попасть в Комитет (управляющий орган Топики), освобождает Вика и пытается заставить его уничтожить членов Комитета. Вик не собирается довольствоваться сомнительной властью и с боем прорывается к выходу. Куилле ничего не остается, как последовать за ним.
Блад ждал их наверху. Он сильно ослаб от ран предыдущих сражений и сильно оголодал. Перед Виком стоит дилемма — бросить друга и уйти вместе с Куиллой или остаться вместе с псом. Вик выбирает пса.
Накормив Блада мясом Куиллы, Вик вместе с псом уходит прочь в пустыню, на поиски своего рая.

## В ролях
- Дон Джонсон — Вик
- Тим МакИнтайр — Блад (озвучка)
- Сьюзан Бентон — Куилла Джун Холмс
- Джейсон Робардс — Лу Крэддок
- Чарльз Макгроу — проповедник

## Награды
Фильм получил две награды — Премию «Хьюго» за лучшую постановку и Золотой свиток за лучшую главную мужскую роль в 1976 году.

## Другое
Произведение было источником вдохновения при создании серии игры Fallout.
В фильме звучит марш «Stars and Stripes Forever» Д. Сузы.